# Seal Cove (Connaigre)
Seal Cove is een gemeente (town) in de Canadese provincie Newfoundland en Labrador.

## Geschiedenis
In 1972 werd het dorp een gemeente met de status van local government community (LGC). In 1980 werden LGC's op basis van The Municipalities Act als bestuursvorm afgeschaft. De gemeente werd daarop automatisch een community om via een algemene wet in 1996 uiteindelijk een town te worden.

## Geografie
Seal Cove is gelegen aan de noordoever van Fortune Bay, een baai aan de zuidkust van het eiland Newfoundland. De gemeente bevindt zich in het zuidwesten van het schiereiland Connaigre en is bereikbaar via provinciale route 364.

## Demografie
Demografisch gezien is Seal Cove, net zoals de meeste kleine dorpen op Newfoundland, al decennia aan het krimpen. Tussen 1986 en 2021 daalde de bevolkingsomvang van 517 naar 215. Dat komt neer op een daling van 302 inwoners (-58%) in 35 jaar tijd.
| Demografische ontwikkeling van Seal Cove tussen 1951 en 2021               |
| -------------------------------------------------------------------------- |
|                                                                            |
| Bron: Statistics Canada (1951–1986, 1991–1996, 2001–2006, 2011–2016, 2021) |